# Спортни шейни на зимните олимпийски игри 1964
Състезанията по спортни шейни на зимните олимпийски игри в Инсбрук през 1964 г. са първите състезания по спускане с шейни по улей на зимни олимпийски игри.
Олимпийският улей за игрите в Инсбрук е изграден от бетонни тухлички, като заледяването е естествено.
На първата тренировка загива британският състезател Казимеш Скжипецки. Следващият смъртен случай при състезания по спортни шейни на олимпийски игри е на Олимпиадата във Ванкувър през 2010 г. 

## Класиране

### Мъже
| Състезател   | Националност | Време (мин) |
| ------------ | ------------ | ----------- |
| Томас Кьолер | Германия     | 3:26.77     |
| Клаус Бонсак | Германия     | 3:27.04     |
| Ханс Пленк   | Германия     | 3:30.15     |

### Жени
| Състезател       | Националност | Време (мин) |
| ---------------- | ------------ | ----------- |
| Ортрън Ендерлейн | Германия     | 3:24.67     |
| Илзе Гайслер     | Германия     | 3:27.42     |
| Хелене Търнер    | Австрия      | 3:29.06     |

## Двойки
| Състезател                           | Националност | Време (мин) |
| ------------------------------------ | ------------ | ----------- |
| Йозеф Файщмантъл и Манфред Шенгъл    | Австрия      | 1:41.62     |
| Райхолд Зен и Хелмут Талер           | Австрия      | 1:41.91     |
| Валтер Аузендорфер и Зигисфредо Майр | Италия       | 1:42.87     |